# جيراسيموس الأول
البطريرك جيراسيموس الثاني
بطريرك أنطاكية وسائر المشرق للروم الأرثوذكس بين عامي (1885 - 1891) و بطريرك القدس وعموم فلسطين بين عامي (1891 - 1897).

## حياته
ولد البطريرك جيراسيموس عام 1839 في اليونان وكان ابن أخ المطران جيراسيموس مطران اللد. تلقى تعليمه في مدرسة اللاهوت في دير الصليب المقدس في القدس ، وفي كلية الرياضيات في جامعة أثينا. لدى عودته إلى فلسطين عام 1866 قام بالتدريس في مدرسة الصليب المقدس. حوالي عام 1870 لبس الإسكيم الرهباني واتّخذ اسم جيراسيموس تكريماً لعمّه ، وبعدها تمت ترقيته لرتبة أرشمندريت ، وفي وقت لاحق أقام في اسطنبول كممثل لبطريركية القدس. تم انتخابه بطريرك أنطاكية عام 1885 على الرغم من مقاومة بعض رجال الدين العرب، مما أدى لحدوث اضطراب في عدد من الأبرشيات.
وبسبب شعوره بعدم الاستقرار في منصبه وافق البطريرك جيراسيموس على توليه بطريركية القدس فتمّ انتخابه رسمياً في 28 شباط 1891 بطريركاً لها.

## أعماله
خلال فترة بطريركيته في القدس قام بإعادة إحياء مدرسة الدير المقدس، واستئناف العبادة في كثير من الكنائس القديمة. بالإضافة إلى العمل على إعادة بناء كنيسة مادبا ودراسة وفهم الخريطة الفسيفسائية التي تم إيجادها على أرضيتها.

## وفاته
توفي في 9 فبراير 1897 ، عن عمر يناهز 58 عامًا. وتم دفنه في آغيوس يوأنيس كما كانت وصيته.